# Vitimite
La vitimite è un minerale.